# 登科
登科（發音：[θéiɴkʰò]），舊譯梯因屈，是緬甸蒲甘王朝的君主，934年至956年在位。登科是前代國王色雷鄂奎的兒子。登科在一次外出狩獵途中，因飢餓而在鄉間農田不告而取黃瓜食用，被農夫良吳蘇羅漢以鋤頭擊殺。為了王國的安定，在國王隨從與王后的謀劃之下，良吳蘇羅漢接替登科成為蒲甘國王。柬埔寨也有類似的農夫繼承王位的故事。